# Hurba
Hurba (vitryska: Гурба) är ett vattendrag i Belarus. Det ligger i den norra delen av landet, 90 km nordost om huvudstaden Minsk.
I omgivningarna runt Hurba växer i huvudsak blandskog. Runt Hurba är det ganska tätbefolkat, med 62 invånare per kvadratkilometer.